# Cantone di Le Morne-Rouge
Il cantone di Le Morne-Rouge è una divisione amministrativa situato nel dipartimento e regione della Martinica.

## Comuni
- Le Morne-Rouge